# Levandule lékařská
Levandule lékařská (Lavandula angustifolia) je aromatická a léčivá rostlina z čeledi hluchavkovitých (Lamiaceae). Lidově se levandule nazývá také jako dulenka, devandule, špikanard nebo špikrnát.

## Synonyma
Podle biolib.cz je pro rostlinu s označením Lavandula angustifolia používáno více rozdílných názvů, například Lavandula officinalis, Lavandula vera nebo Lavandula spica. Jednoznačný EPPO kód druh identifikuje označením LAVAN

### České názvy
Podle biolib.cz je pro rostlinu s označením levandule lékařská používáno více rozdílných českých odborných názvů, například levandule klasnatá nebo levandule úzkolistá.

## Popis
Levandule je silně vonný, 60–120 cm vysoký, bohatě větvený, vytrvalý polokeř.

### Lodyha a list
Lodyhy na dřevnaté bázi jsou hustě bělavě chlupaté. Chlupy hvězdicovitého tvaru jsou výše čtyřhranné. Listy má vstřícné s podvinutým okrajem, 2–6 cm dlouhé, čárkovitě kopinaté až podlouhle kopinaté, na rubu žláznatě tečkované. Jsou zelené, v mládí šedoplstnaté, později olysávají.

### Květ
Lichopřesleny květů má uspořádány vrcholově na dlouze stopkatých přerušovaných klasech. Podkvětní listeny jsou 3–4 mm dlouhé, kosočtverečné až obvejčité, výrazně žilnaté, hnědofialově zabarvené.
Květy jsou souměrné, krátce stopkaté s podlouhle trubkovitým, třináctižilným, 4,5–7 mm dlouhým kalichem.
Ušty jsou nestejné, horní s obsrdčitým chlupatým hustě kadeřavě fialovým přívěskem.
Dvoupyská koruna s dvou až trojzubým horním pyskem je 8–12 mm dlouhá, souměrná, modrá až fialová.
Tyčinky jsou v květu 4, dvě mnohem kratší (dvoumocné), nitkami přirostlé ke koruně.
Semeník je svrchní a 4dílný. Tvrdky leskle hnědé.
Doba kvetení je především v červnu, červenci až srpnu.

## Účinné látky
Největší význam má jako tradiční léčivá a aromatická rostlina. Drogou je květ, který obsahuje třísloviny a silice s několika terpeny, působící fytoncidně. V České republice lze tento druh volně pěstovat, droga má však slabší účinky. Za relativně silný anxiolytický efekt, indukovatený inhalací aromatických sloučenin uvolňovaných hlavně z čisté silice je zodpovědný terpenový alkohol linalool, jehož mechanizmus účinku není zatím dobře zmapován, ale hovoří se o efektu na GABA receptory. Potence této substance po inhalaci je porovnatelná s konvenčními benzodiazepiny. 

## Výskyt
Tato rostlina se vyskytuje na vysluněných svazích, ojediněle vystupuje až k hranici lesa a často je pěstovaná v kultivarech. Původně se vyskytovala pouze v západním Středozemí, ale kulturou se rozšířila po celém Středozemí. Tradiční oblastí pěstování je jihovýchodní Francie v Provence, ale pěstuje se i v mnoha dalších zemích jižní Evropy, v Alžírsku aj.

## Pěstování
Levanduli vyhovují hlinitopísčité půdy. Nemá ráda přemokření. Dobře snáší sucho. Při pěstování můžeme substrát nechat téměř vyschnout. Při pěstování v květináči, musí být květináč, pro správný vývoj rostliny, alespoň dvojnásobné šířky.

### Generativní rozmnožování
Semena se předpěstovávají v pařeništi, vyklíčí zhruba do 5 týdnů. Asi 10centimetrové rostlinky se přemístí na záhon o sponu 50 cm. Levanduli stačí zalévat zřídka.

### Vegetativní rozmnožování
Vegetativně se druh množí řízkováním. Vegetativní rozmnožování umožňuje zachování znaků kultivaru, má velký význam v zahradnické velkovýrobě.

### Kultivary
Bylo vyšlechtěno mnoho kultivarů s různými vlastnostmi. Na plantážích se pěstuje mnoho různých kříženců a jejich rozšíření odpovídá na proměnlivé požadavky trhu během času. Kultivary se ve velkovýrobě množí vegetativně, řízkováním.

## Použití
Nálev z květu levandule se přidává do koupele – již v antickém Římě ji přidávali do koupele (latinské lavare znamená mýt, umývat se).
Levandule se také vkládá mezi oblečení v šatníku, které krásně provoní a zároveň odpuzuje šatní moly. Uplatní se v kosmetickém průmyslu (vonné oleje, parfémy). Používá se i v kuchyni, hlavně ve Francii, Španělsku, Itálii, je jednou ze součástí provensálského koření.
Květ levandule je pro své zklidňující účinky přidáván do směsí bylinek užívaných při bolestech hlavy, nespavosti, nervozitě a závratích. Mírně snižuje krevní tlak. Masáže oleji z levandule pomáhají při revmatických bolestech a mají povzbuzující účinek.

## Kultura a umění
- „Levandulová“ – píseň, text Michal Horáček, hudba Petr Hapka, zpívá Hana Hegerová (album Potměšilý host, 1987)
- Levandule Brownová – studentka školy v Bradavicích v knihách o Harrym Potterovi

## Galerie

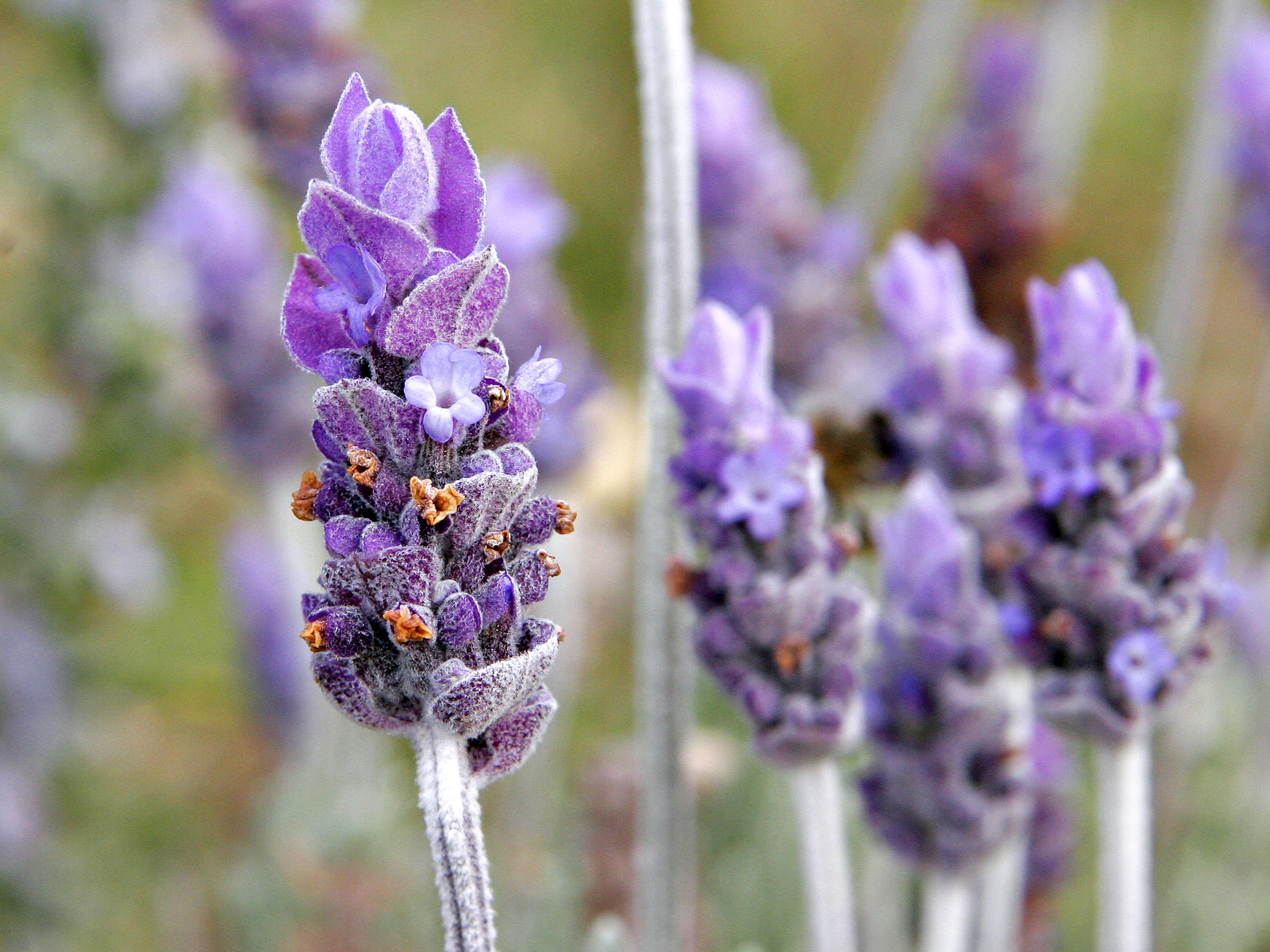
Květenství levandule
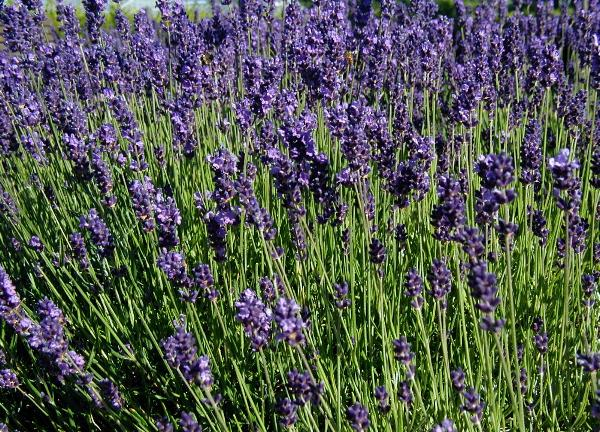
Kvetoucí levandule
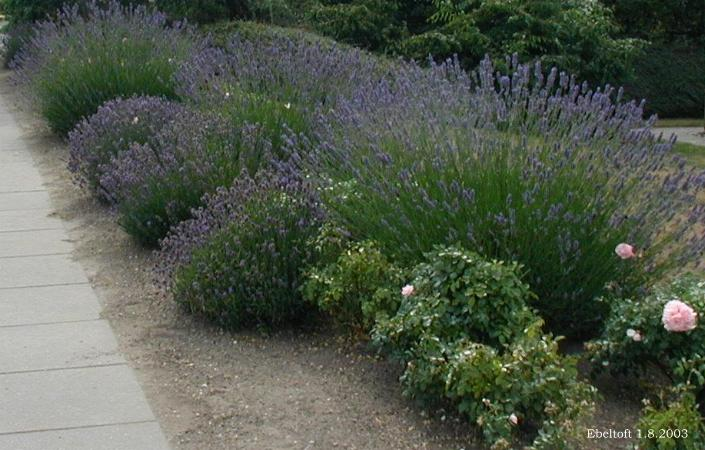
Dva klony levandule lékařské
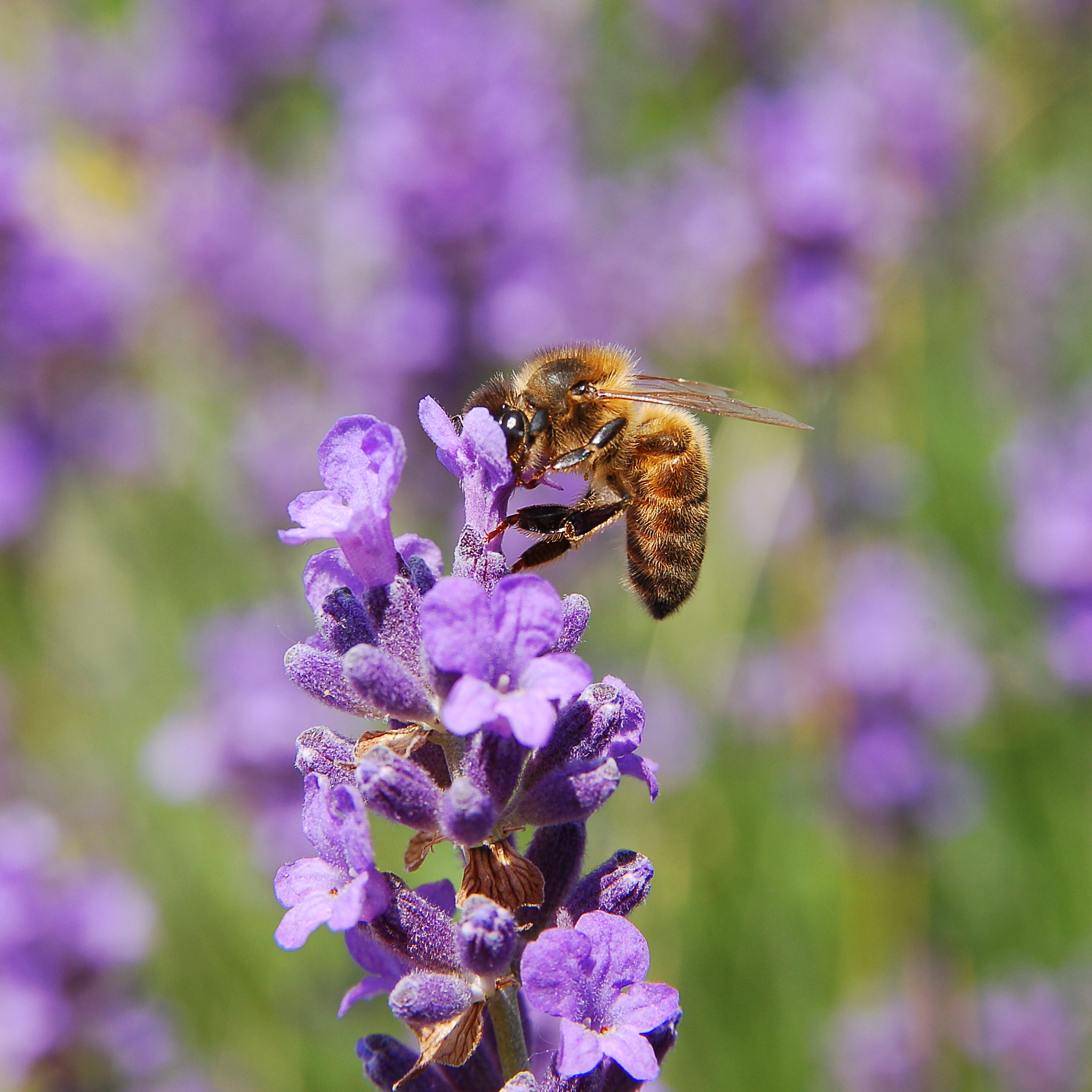
Včela medonosná na květu levandule
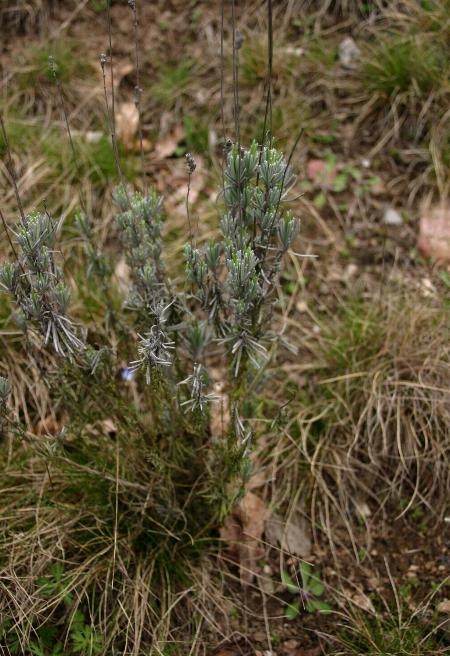
Levandule v přírodě
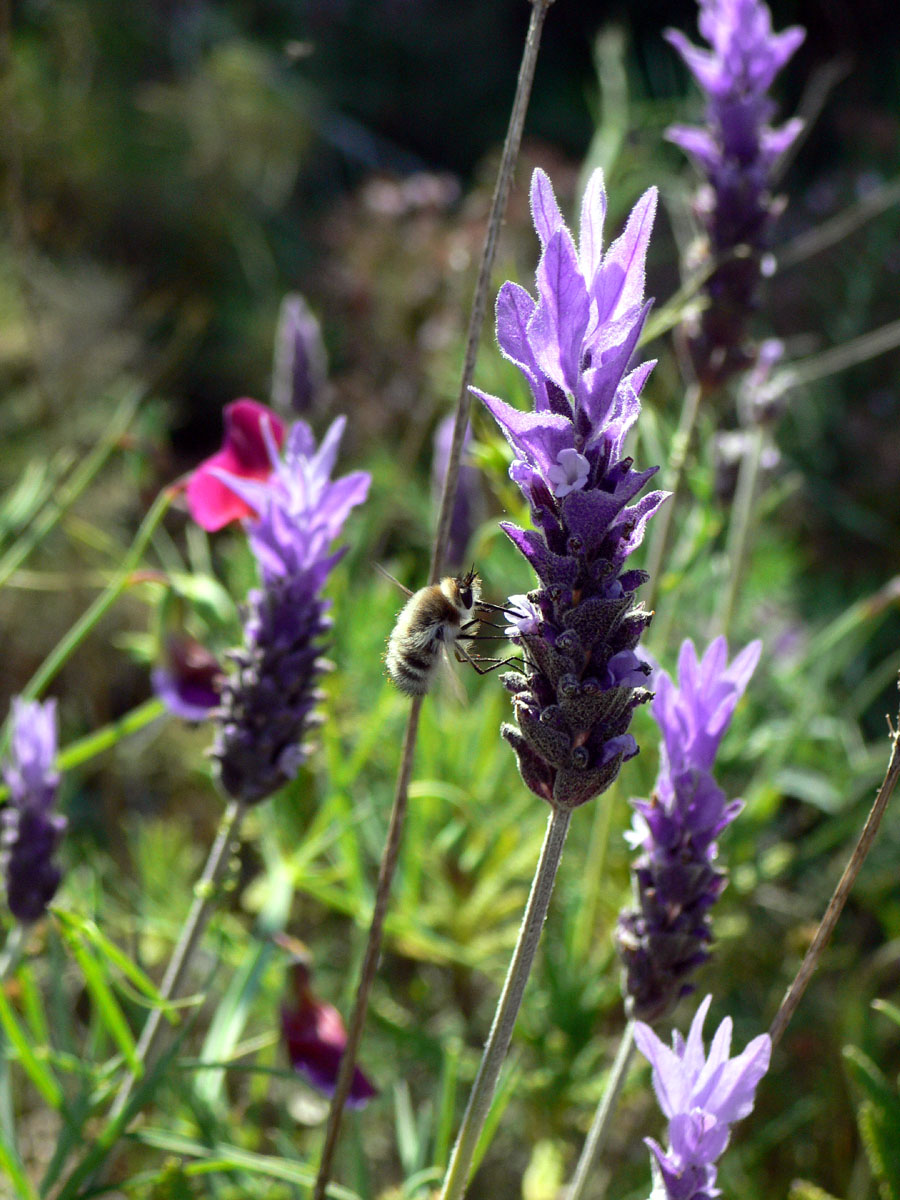
Kvetoucí levandule